# 京都情報大学院大学
京都情報大学院大学（きょうとじょうほうだいがくいんだいがく、英語: The Kyoto College of Graduate Studies for Informatics）は、京都府京都市左京区田中門前町7に本部を置く日本の私立大学。2004年創立、2004年大学設置。大学の略称はKCGI。

## 概観
京都情報大学院大学は、京都府京都市にある大学院大学である。専門学校の京都コンピュータ学院を母体として、2004年に情報技術専門の専門職大学院として開学した。民間と他大学から教員を多数採用している。また、入学する学生も多様な人材を広く受け入れている。日本国内の教育機関では唯一、.eduドメインを持っている。2012年4月には札幌に、同年10月には東京にサテライトを開設し、京都府外へも進出している。

### 建学の理念
社会のニーズに応え、時代を担い、次代をリードする高度な実践能力と創造性を持った応用情報技術専門家を育成する。

### 教育および研究
独SAP社のERPソフトウェアを教材として用いており、在学中にSAP認定コンサルタント試験（FI）に合格する学生を出している。
国際戦略デザイン研究所が提供する日本国内のMOT・MBA大学院格付けに於いて、MOT（53コース）及びMBA（64コース）の計109コース（うち両方に属するもの8コース）中2位と評価されている（2008年3月31日現在、2007年3月時点では4位）。
週刊東洋経済10月27日特大号（2012年）の「本当に強い大学 〜私立大財務力ランキング」において「成長度」の分野で全国約620の私立大学のうちトップと評価。「財政余裕度」の分野でも12位となり、総合評価にあたる「財務力の強い私立大学総合ランキング」は21位にランキングされた。

### その他
京都を代表するジェネリックトップレベルドメイン（gTLD）「.kyoto」の管理主体として運営を行っている。

## 沿革

### 年表
- 2004年（平成16年）- 京都情報大学院大学開設。
- 2004年（平成16年）- 高麗大学校情報保護大学院と学術交流提携締結。
- 2005年（平成17年）- 京都駅前サテライト完成。
- 2005年（平成17年）- 韓国電子通信研究院（ETRI）と事業交流提携締結。
- 2005年（平成17年）- オストラバ工科大学と友好提携締結。
- 2006年（平成18年）- オストラバ工科大学，天津科技大学，大連外国語大学，福建師範大学，済州国立大学校とそれぞれ学術交流協定締結。
- 2007年（平成19年）- 南京工業大学，北京商貿学校と協力協定締結。
- 2007年（平成19年）- 西安外事学院，中国海洋大学と交流協定締結。
- 2008年（平成20年）- パルドゥビッツェ大学と学術教育交流協定締結
- 2008年（平成20年）- 天津科技大学からの短期留学プログラム開始。
- 2008年（平成20年）- 財団法人済州知識産業振興院と協力事業提携締結。
- 2009年（平成21年）- 大連理工大学城市学院と共同教育プログラムに関する協定締結。
- 2009年（平成21年）- 大連海洋大学と教育協力プログラム開始。
- 2009年（平成21年）- 済州産業情報大学，済州晨星女子高校と共同教育事業交流協定締結。
- 2010年（平成22年）- 済州国立大学校とデュアルディグリープログラム運営で協定締結。
- 2012年（平成24年）- 北海道札幌市に，京都情報大学院大学札幌サテライトを開設。
- 2012年（平成24年）- 入学定員を160名に増加。
- 2012年（平成24年）- コンテンツビジネスコースを新設。
- 2012年（平成24年）- 東京都港区に，京都情報大学院大学東京サテライトを開設。
- 2012年（平成24年）- 地理的名称トップレベルドメイン「.kyoto」の管理運営事業者に内定。
- 2013年（平成25年）- 京都自動車専門学校をKCGグループに加える。
- 2014年（平成26年）- 「サイバー京都研究所」が京都府よりKICK研究事業第1号に認定。
- 2015年（平成27年）- 京都府と連携・協力に関する包括協定を締結。
- 2015年（平成27年）- 地理的名称トップレベルドメイン「.kyoto」運用開始。
- 2015年（平成27年）- 京都情報大学院大学サイバー京都研究所が「けいはんなオープンイノベーションセンター」（KICK）にオープン。
- 2015年（平成27年）- 古野電気株式会社と産学連携協定締結。
- 2016年（平成28年）- 「 .kyoto」の一般登録開始。
- 2016年（平成28年）- 入学定員を240名に増加。
- 2016年（平成28年）- 次世代産業コースを開設。
- 2016年（平成28年）- 京都府警察とサイバー空間の脅威に対処する人材育成に関する協定を締結。
- 2016年（平成28年）- NPO法人LPI‐JapanからHTML5アカデミック校に認定。
- 2017年（平成29年）- 日本ユニシス株式会社（現BIPROGY株式会社）と提携し「未来環境ラボ」を開設。
- 2017年（平成29年）- メディアコラボレーションコースを新設。
- 2018年（平成30年）- 入学定員を360名に増加。
- 2019年（平成31年）- 入学定員を480名に増加。
- 2019年（令和元年）- 南京理工大学紫金学院，江蘇海洋大学と教育提携締結。
- 2019年（令和元年）- ハノイ国家大学工科大学と大学間交流協定を締結。
- 2019年（令和元年）- ケラニア大学と教育提携締結。
- 2020年（令和2年）- 入学定員を600名に増加。
- 2020年（令和2年）- 江蘇海洋大学，濾州職業技術学院と共同教育プログラムを開始。
- 2020年（令和2年）- 桂林理工大学と学術交流協定を締結。
- 2020年（令和2年）- 国立フエ大学，国立ダナン大学と大学間交流協定を締結。
- 2020年（令和2年）- ハノイ国家大学人文社会科学大学と大学間交流協定を締結。
- 2022年（令和4年）- トリブバン大学と大学間交流協定を締結。
- 2022年（令和4年）- 京都本校百万遍キャンパスに新校舎完成。
- 2023年（令和5年）- 入学定員を700名に増加。
- 2023年（令和5年）- 日本初のSIG（School on Internet Governance）を国連主催IFG2023と連動し開催。
- 2024年（令和6年）- 入学定員を880名に増加。
- 2025年（令和7年）- 学校法人名を「情報大学（The University of Informatics）」に変更。
- 2025年（令和7年）- 入学定員を1000名に増加。

## 基礎データ

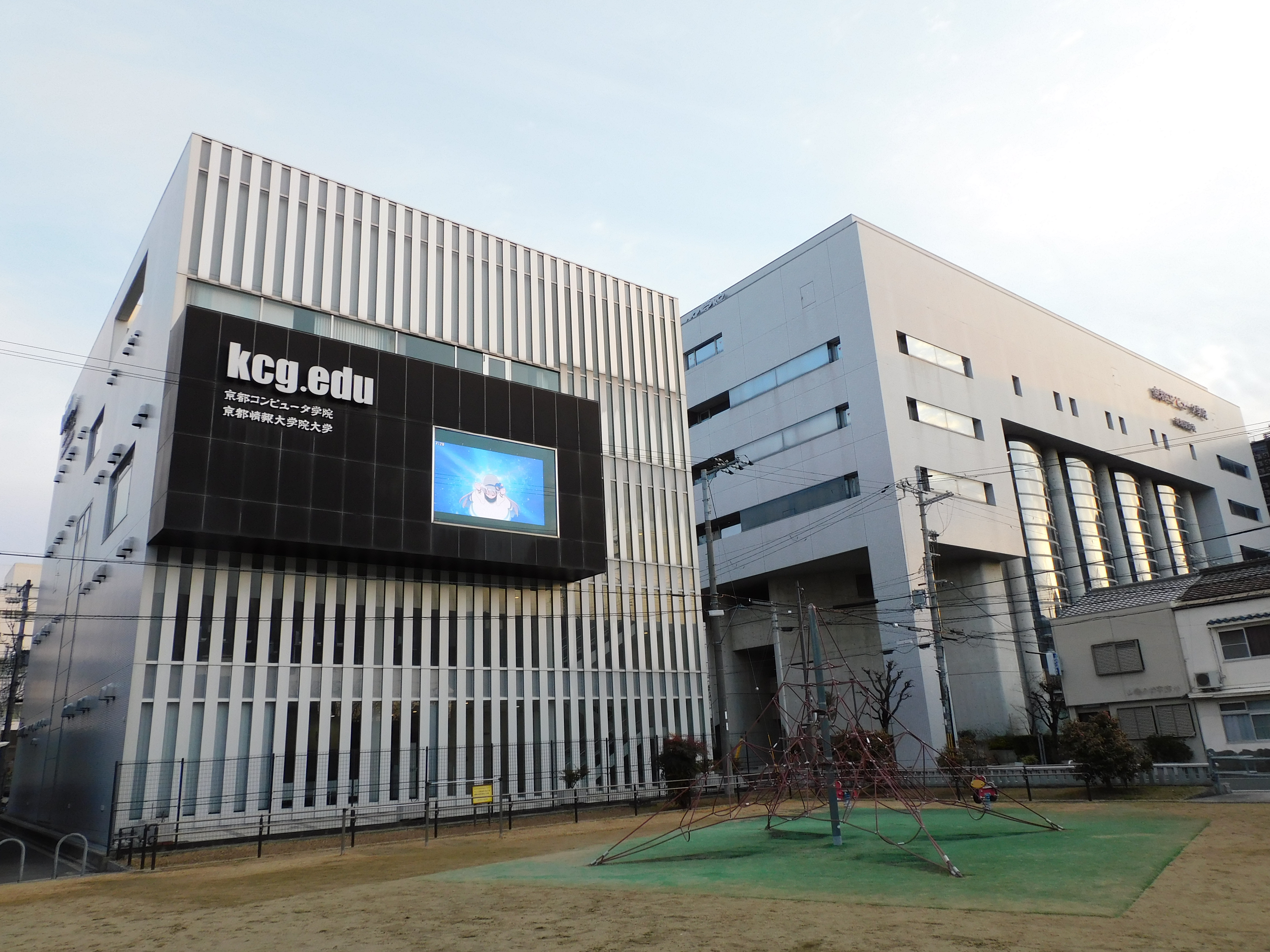
京都駅前サテライト

### 所在地
- 百万遍キャンパス - 京都府京都市左京区田中門前町7
- 京都駅前サテライト - 京都府京都市南区西九条寺ノ前町10-5
- 札幌サテライト - 札幌市中央区大通西5丁目11番地 大五ビル7階
- 東京サテライト - 東京都港区元麻布3-1-35 c-MA3 A棟 4階

### 象徴
- 徽章はkcg.edu
- スクールカラーは臙脂に近い色で「KCGレッド」と称している

## 教育および研究

### 組織
教員に関しては京都情報大学院大学の人物を参照。

#### 大学院
- 応用情報技術研究科
  - ウェブビジネス技術専攻

### 教育
- 科学技術振興機構理数系教員指導力向上研修事業
  - 「「モデル化とシミュレーション」および「マルチメディア活用」の研修」 - 2007年度、2008年度採択

## 施設

### 校舎
- 百万遍キャンパス：京都府京都市左京区田中門前町7
- 京都駅前サテライト：京都府京都市南区西九条寺ノ前町10-5
- 札幌サテライト：札幌市中央区大通西5丁目11番地 大五ビル7階
  - 2012年4月、京都市以外で初の拠点として開設。

札幌サテライトは株式会社デジック内に開設され、eラーニングシステムでリアルタイムの受講が可能。
デジック社長で北海道情報システム産業協会（HISA）会長の中村真規氏が札幌サテライト長・教授に就任するなどして、現地での授業も行う。
- 東京サテライト：東京都港区元麻布3-1-35 VORT元麻布 4階
  - 2012年10月、札幌サテライトに続き2番目の京都市外拠点として開設。

東京サテライトは株式会社ヒトメディア内に開設され、eラーニングシステムでリアルタイムの受講が可能。
元情報処理推進機構（IPA）IT人材育成本部長・理事の田中久也教授が東京サテライト長を務め、現地での授業も行われる。

## 対外関係

### 他大学との協定
- 国内
  - 東京都立産業技術大学院大学（東京都公立大学法人）

- 大韓民国
  - 高麗大学校情報経営工学専門大学院（旧 情報保護大学院）
  - 済州大学校
  - 韓国電子通信研究院

- 中華人民共和国
  - 天津科技大学（Web)
  - 大連外国語学院
  - 福建師範大学（Web）
  - 南京工業大学（Web）
  - 中国海洋大学（Web）
  - 西安外事学院（Web）
  - 長春大学光華学院
  - 浙江宇翔外国語専修学院
  - 南京理工大学(Web)紫金学院
  - 江蘇海洋大学(Web)
  - 濾州職業技術学院(Web)
  - 桂林理工大学(Web)

- チェコ
  - オストラヴァ工科大学（Web）
  - パルドゥビツェ大学（Web）

- ベトナム
  - FPT社（The Corporation for Financing and Promoting Technology）
  - ハノイ国家大学工科大学(Web)
  - ハノイ国家大学人文社会科学大学(WEB)
  - 国立フエ大学
  - 国立ダナン大学

- モザンビーク
  - モザンビーク情報通信学院（Web）

- スリランカ
  - ケラニア大学(Web)

- ネパール
  - トリブバン大学

## 付属校
- 京都コンピュータ学院
- 京都日本語研修センター
- 京都自動車専門学校